# An-Nasir Faraj
An-Nasir Faraj, död 1412, var en egyptisk monark. Han var regerande sultan i Mamluksultanatet Egypten mellan 1399 och 1405, och 1405-1412.